# Allen Gregory
Allen Gregory (2011) – amerykański serial animowany stworzony przez Jonah Hilla, Andrew Mogela i Jarrada Paula oraz wyprodukowany przez wytwórnię JHF, J. Paul/A. Mogel/D. Goodman Productions, Chernin Entertainment i 20th Century Fox Television.
Premiera serialu miała miejsce w Stanach Zjednoczonych 30 października 2011 roku na amerykańskim kanale Fox.
Serial otrzymał negatywne recenzje, a 8 stycznia 2012 roku został oficjalnie anulowany przez stację Fox. Ostatni, siódmy odcinek został wyemitowany 18 grudnia 2011 roku.

## Opis fabuły
Serial opisuje historię niezwykle dojrzałego, wyrafinowanego, inteligentnego oraz najsłynniejszego siedmioletniego chłopca, Allena Gregory'ego De Longpre, który mieszka ze swoim ojcem Richardem, po którym odziedziczył niezwykłe cechy, Jeremym oraz adoptowaną siostrą z Kambodży – Julie. Chłopiec staje przed bardzo trudnym wyzwaniem, jakim jest nauka w szkole podstawowej ze zwykłymi dziećmi.

## Obsada
- Jonah Hill – Allen Gregory De Longpre
- French Stewart – Richard De Longpre
- Nat Faxon – Jeremy De Longpre
- Joy Osmanski –  Julie De Longpre
- Cristina Pucelli – Patrick
- Will Forte – Stuart Rossmire
- Renée Taylor – pani dyrektor Judith Gottlieb
- Leslie Mann – Gina Winthrop
- Keith David – Carl Trent D'Avis / Cole Train
- Lacey Chabert – Beth
- Nasim Pedrad – Val
- Jake Johnson – Joel Zadak
- Will Forte – Ian
- Jonah Hill – Guillermo

## Spis odcinków
| Premiera odcinka | N/o | Angielski tytuł     |
| ---------------- | --- | ------------------- |
|                  |     |                     |
| SERIA PIERWSZA   |     |                     |
|                  |     |                     |
| 30.10.2011       | 01  | Pilot               |
|                  |     |                     |
| 06.11.2011       | 02  | 1 Night in Gottlieb |
|                  |     |                     |
| 13.11.2011       | 03  | Gay School Dance    |
|                  |     |                     |
| 20.11.2011       | 04  | Interracial McAdams |
|                  |     |                     |
| 27.11.2011       | 05  | Full Blown Maids    |
|                  |     |                     |
| 04.12.2011       | 06  | Mom Sizemore        |
|                  |     |                     |
| 18.12.2011       | 07  | Van Moon Rising     |
|                  |     |                     |